# Jining (Shandong)
Pour les articles homonymes, voir Jining.
Jining (chinois : 济宁市 ; pinyin : Jǐníng shì) est une ville-préfecture du sud-ouest de la province du Shandong en Chine.

## Subdivisions administratives
La ville-préfecture de Jining exerce sa juridiction sur douze subdivisions - deux districts, trois villes-districts et sept xian :
- le district de Rencheng - 任城区 Rènchéng Qū[2] ;
- le district Yanzhou - 兖州市 Yǎnzhōu Qū ;
- la ville de Qufu - 曲阜区 Qūfù Shì ;
- la ville de Zoucheng - 邹城市 Zōuchéng Shì ;
- le xian de Weishan - 微山县 Wēishān Xiàn ;
- le xian de Yutai - 鱼台县 Yútái Xiàn ;
- le xian de Jinxiang - 金乡县 Jīnxiāng Xiàn ;
- le xian de Jiaxiang - 嘉祥县 Jiāxiáng Xiàn ;
- le xian de Wenshang - 汶上县 Wénshàng Xiàn ;
- le xian de Sishui - 泗水县 Sìshuǐ Xiàn ;
- le xian de Liangshan - 梁山县 Liángshān Xiàn.

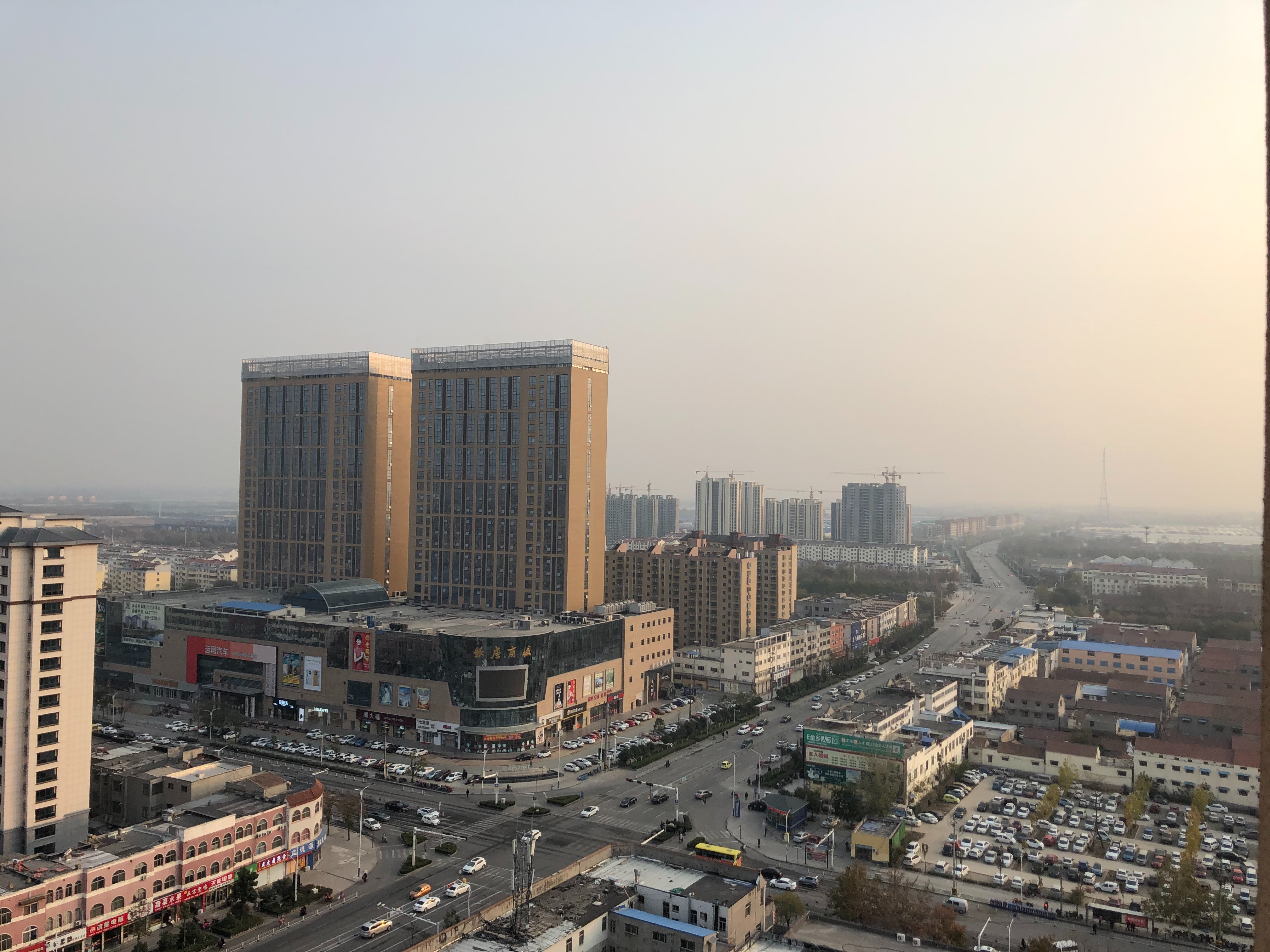
Toits de la ville de Jining.

## Jumelages
La ville de Jining est liée par une charte d'amitié avec :
- Ashikaga (Tochigi) (Japon) depuis le 21 septembre 1984 ;
- Lawton (États-Unis) depuis le 18 octobre 1995 ;
- Mulhouse (France) depuis le 11 septembre 1996 ;
- Taganrog (Russie) depuis le 3 juin 2009.